# Winkl (Prittriching)
Winkl ist ein Ortsteil der Gemeinde Prittriching im oberbayerischen Landkreis Landsberg am Lech.

## Geografie
Das Pfarrdorf Winkl liegt circa vier Kilometer südlich von Prittriching. Durch den Ortskern fließt der Verlorene Bach.

## Geschichte
Winkl wurde erstmals 1129 als Winchelen erwähnt.
Das Pfarrdorf bildete eine eigene Hofmark, die zunächst von 1615 bis 1773 dem Jesuitenkolleg Landsberg, danach bis 1783 dem Kastenamt Landsberg und schließlich bis zur Säkularisation der Malteser Commende Kaltenberg zu eigen war. Die Hohe Gerichtsbarkeit lag beim Landgericht Landsberg.
Im Jahr 1752 werden 37 Anwesen erwähnt, 15 waren der Hofmark selbst, 11 der Kirche Winkl, vier je der Gemeinde und dem Kloster Rottenbuch und je ein Anwesen dem Kloster Dießen und dem Kloster Bernried grundbar.
Nach der Säkularisation entstand 1818 durch das zweite Gemeindeedikt die Gemeinde Winkl, die am 1. Januar 1971 im Zuge der Gebietsreform nach Prittriching eingemeindet wurde.

## Sehenswürdigkeiten
In Winkl befindet sich die katholische Pfarrkirche St. Peter und Paul, ein im Kern spätgotischer Bau, der 1748 barockisiert wurde.
Siehe auch: Liste der Baudenkmäler in Winkl